# Bahnstrecke Glauchau-Schönbörnchen–Gößnitz
| |                         |                             |                             |
| Streckennummer: | 6265; sä. SG            |                             |                             |
| Kursbuchstrecke (DB): | 540                     |                             |                             |
| Kursbuchstrecke: | 145n (1934) 172c (1946) |                             |                             |
| Streckenlänge: | 12,343 km               |                             |                             |
| Spurweite: | 1435 mm (Normalspur)    |                             |                             |
| Stromsystem: | 15 kV, 16,7 Hz ~        |                             |                             |
| Maximale Neigung: | 10 ‰                    |                             |                             |
| Minimaler Radius: | 398 m                   |                             |                             |
| Streckengeschwindigkeit: | 140 km/h                |                             |                             |
| |                         |                             |                             |
| \| \| \| von Dresden Hbf \| \| \| \| 0,031 \| Glauchau-Schönbörnchen \| 257 m \| \| \| \| nach Werdau Bogendreieck \| \| \| \| 0,193 \| EÜ Weststraße (10 m) \| EÜ Weststraße (10 m) \| \| \| 0,860 \| EÜ Wirtschaftsweg (12 m) \| EÜ Wirtschaftsweg (12 m) \| \| \| 2,634 \| Dennheritz (bis 2011) \| 281 m \| \| \| 2,950 \| Dennheritz \| Dennheritz \| \| \| 3,520 \| EÜ Meeraner Straße (11 m) \| EÜ Meeraner Straße (11 m) \| \| \| 5,760 \| EÜ Hans-Sachs-Straße (18 m) \| EÜ Hans-Sachs-Straße (18 m) \| \| \| 5,977 \| EÜ Brüderstraße (18 m) \| EÜ Brüderstraße (18 m) \| \| \| 6,528 \| (11 m) \| (11 m) \| \| \| 6,707 \| Meerane \| 251 m \| \| \| 10,776 \| Pleißebrücke (31 m) \| Pleißebrücke (31 m) \| \| \| 10,932 \| Flutbrücke (12 m) \| Flutbrücke (12 m) \| \| \| 11,086 \| Flutbrücke (20 m) \| Flutbrücke (20 m) \| \| \| 11,212 \| Flutbrücke (8 m) \| Flutbrücke (8 m) \| \| \| \| von Hof Hbf \| \| \| \| 12,374 \| Gößnitz \| 208 m \| \| \| \| nach Leipzig Bayer Bf \| \| \| \| \| nach Gera Hbf \| \| |                         |                             |                             |
| Strecke |                         | von Dresden Hbf             | von Dresden Hbf             |
| Haltepunkt / Haltestelle | 0,031                   | Glauchau-Schönbörnchen      | 257 m                       |
| Abzweig geradeaus und nach links |                         | nach Werdau Bogendreieck    | nach Werdau Bogendreieck    |
| Brücke | 0,193                   | EÜ Weststraße (10 m)        | EÜ Weststraße (10 m)        |
| Brücke | 0,860                   | EÜ Wirtschaftsweg (12 m)    | EÜ Wirtschaftsweg (12 m)    |
| ehemaliger Haltepunkt / Haltestelle | 2,634                   | Dennheritz (bis 2011)       | 281 m                       |
| ehemaliger Haltepunkt / Haltestelle | 2,950                   | Dennheritz                  | Dennheritz                  |
| Brücke | 3,520                   | EÜ Meeraner Straße (11 m)   | EÜ Meeraner Straße (11 m)   |
| Brücke | 5,760                   | EÜ Hans-Sachs-Straße (18 m) | EÜ Hans-Sachs-Straße (18 m) |
| Brücke | 5,977                   | EÜ Brüderstraße (18 m)      | EÜ Brüderstraße (18 m)      |
| Brücke | 6,528                   | (11 m)                      | (11 m)                      |
| Bahnhof | 6,707                   | Meerane                     | 251 m                       |
| Brücke über Wasserlauf | 10,776                  | Pleißebrücke (31 m)         | Pleißebrücke (31 m)         |
| Brücke | 10,932                  | Flutbrücke (12 m)           | Flutbrücke (12 m)           |
| Brücke | 11,086                  | Flutbrücke (20 m)           | Flutbrücke (20 m)           |
| Brücke | 11,212                  | Flutbrücke (8 m)            | Flutbrücke (8 m)            |
| Abzweig geradeaus und von links |                         | von Hof Hbf                 | von Hof Hbf                 |
| Bahnhof | 12,374                  | Gößnitz                     | 208 m                       |
| Abzweig geradeaus und nach rechts |                         | nach Leipzig Bayer Bf       | nach Leipzig Bayer Bf       |
| Strecke |                         | nach Gera Hbf               | nach Gera Hbf               |

Die Bahnstrecke Glauchau-Schönbörnchen–Gößnitz ist eine eingleisige, elektrifizierte Hauptbahn in Sachsen und Thüringen, die ursprünglich durch die sächsische Westliche Staatsbahn erbaut und betrieben wurde. Die Strecke ist ein wichtiges Teilstück der überregionalen Fernverbindung zwischen dem westsächsischen Industriegebiet und Westdeutschland (Mitte-Deutschland-Verbindung). Sie zweigt in Glauchau-Schönbörnchen aus der Bahnstrecke Dresden–Werdau ab und führt über Meerane nach Gößnitz.

## Geschichte

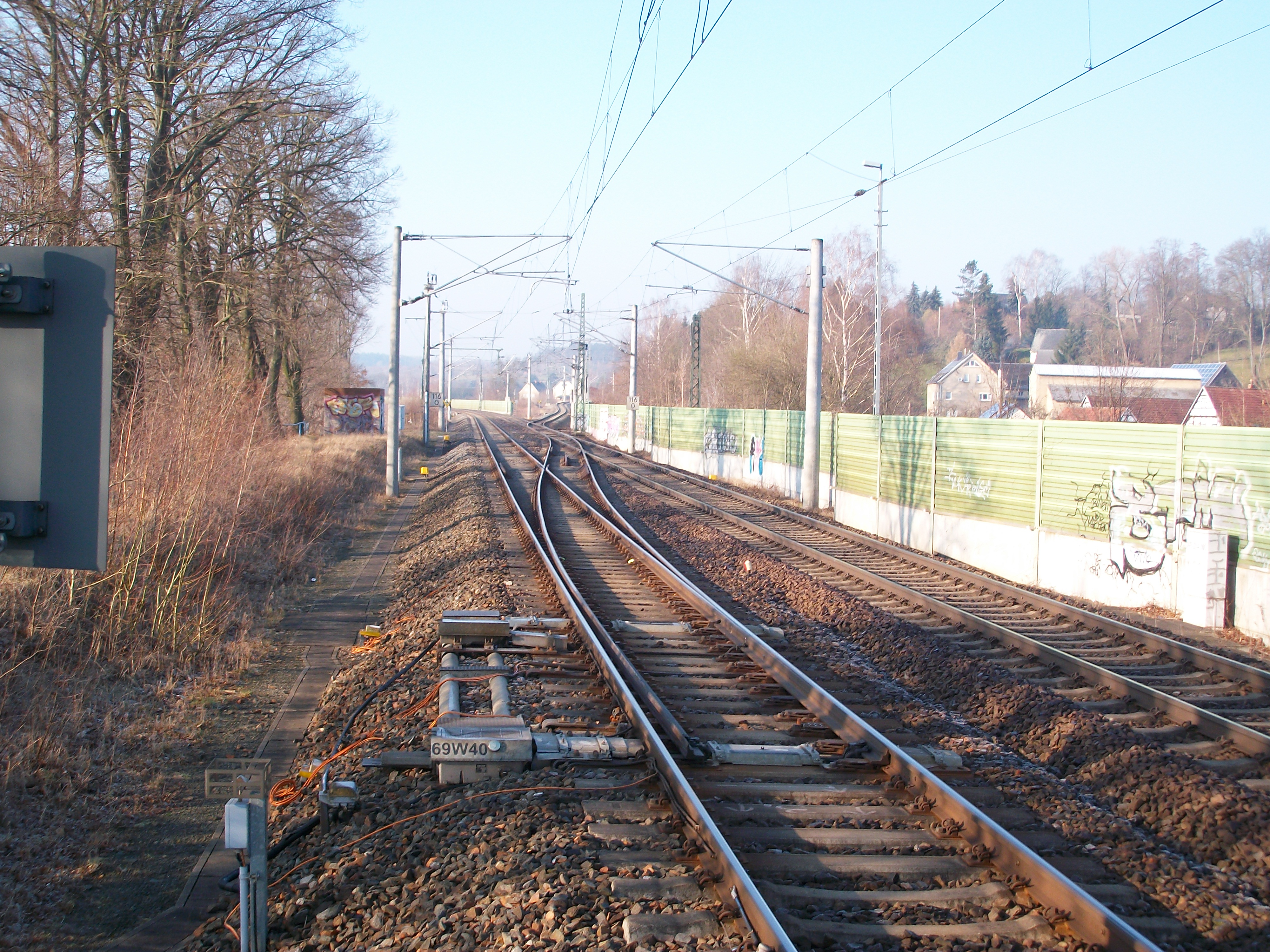
Abzweigweichen an der Bahnstrecke Dresden–Werdau in Glauchau-Schönbörnchen (2016)

Als die Fortsetzung der Chemnitz-Riesaer Bahn nach Westen  geplant wurde, wurden mehrere Möglichkeiten der Anbindung an die Bahnstrecke Leipzig–Hof (Sächsisch-Bayerische Eisenbahn) untersucht. Diskutiert wurde die Anbindung in Zwickau, Crimmitschau oder Gößnitz. Eine Verbindung nach Gößnitz oder Crimmitschau hätte vor allem den Weg von Chemnitz nach Leipzig verkürzt, eine Streckenführung nach Zwickau bot wegen des wichtigen Kohleverkehrs Vorteile. Letztlich wurde die Strecke in Richtung Zwickau geführt. (vgl. Bahnstrecke Dresden–Werdau) Zusätzlich wurde eine kurze Verbindungsbahn von Glauchau nach Gößnitz projektiert. Deren Bau begann am 25. Juni 1855. Eröffnet wurde sie am 15. November 1858.
Zwischen 1908 und 1912 wurde die Strecke zweigleisig ausgebaut.
Nach dem Zweiten Weltkrieg wurde das zweite Gleis 1946 als Reparationsleistung für die Sowjetunion abgebaut.

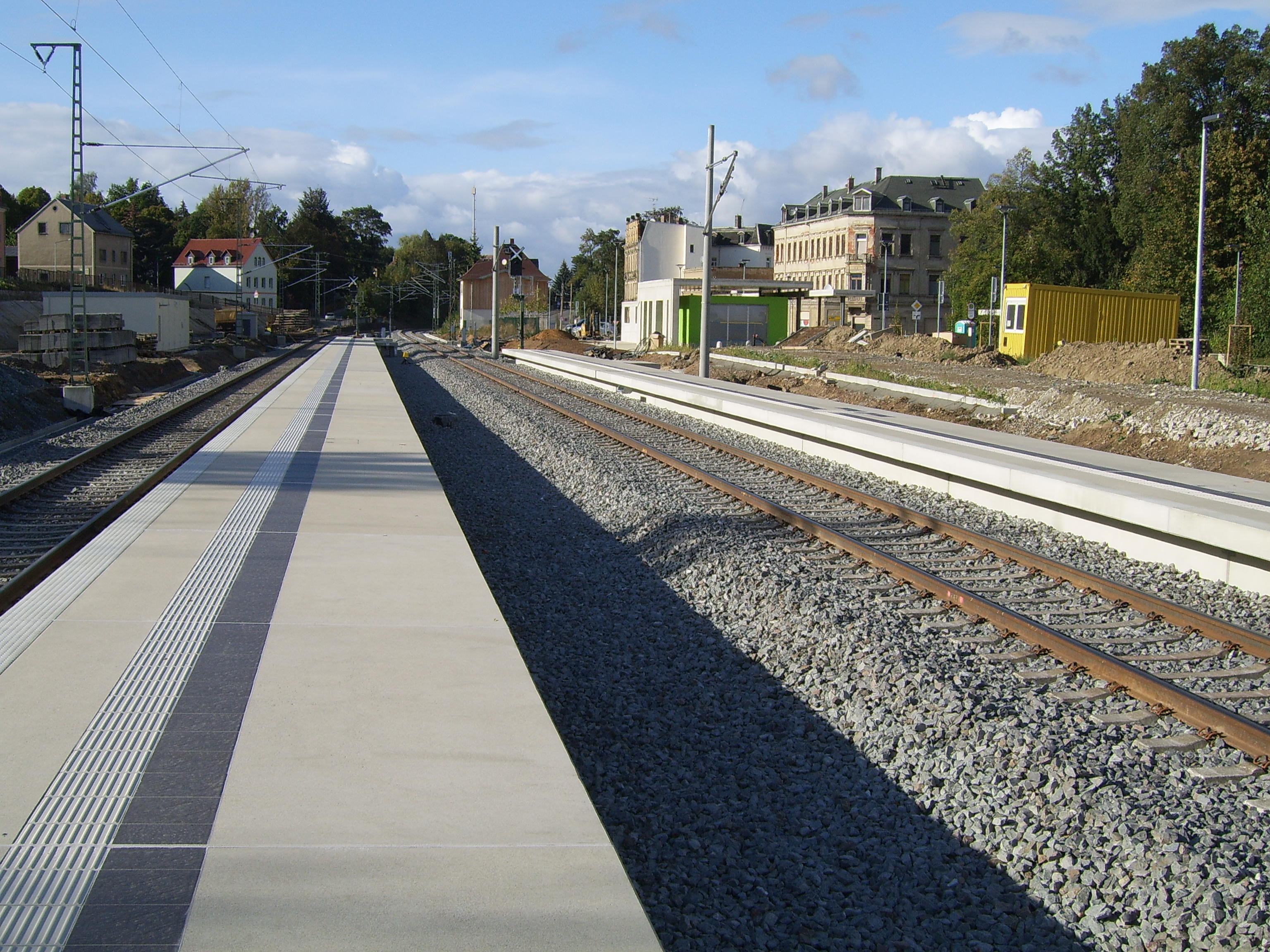
Bahnhof Meerane während des Umbaus 2011

Mitte der 1980er Jahre wurde die Strecke elektrifiziert. Der elektrische Zugbetrieb wurde am 1. Juni 1984 aufgenommen.
Im Bundesverkehrswegeplan ist der Wiederaufbau des zweiten Gleises als „weiterer Bedarf“ aufgeführt. Die letzte Bedarfsplanüberprüfung im November 2010 empfiehlt allerdings den Verzicht auf das zweite Gleis, da Fernverkehr auf dieser Relation als nicht wirtschaftlich erachtet wird und das zweite Gleis somit weiterhin entbehrlich bliebe.
Am 28. Februar 2011 begann der Ausbau der Strecke für Neigetechnikzüge und eine Streckengeschwindigkeit von 140 km/h, wofür das Gleis zwischen Glauchau-Schönbörnchen und Gößnitz voll gesperrt wurde. Während der Bauarbeiten wurden alle Zugleistungen im Schienenersatzverkehr mit Bussen abgewickelt. Neben der Erneuerung von Ober- und Unterbau wurden auch die Fahrleitungsanlagen sowie die Leit- und Sicherungstechnik völlig erneuert. Der Bahnhof Meerane wurde grundlegend umgestaltet. Insgesamt investierte die Deutsche Bahn 20 Millionen Euro in den Ausbau der 13 Kilometer langen Verbindung. Der Zugverkehr wurde am 11. Dezember 2011 wieder aufgenommen.

## Streckenbeschreibung

### Verlauf
Ausgehend vom Haltepunkt Glauchau-Schönbörnchen zweigt die Bahnstrecke Glauchau-Schönbörnchen–Gößnitz in Richtung Westen von der nach Süden verlaufenden Bahnstrecke Dresden–Werdau ab. Nachdem Oberschindmaas südlich umfahren wurde, führt die Trasse in einem Gleisbogen nach Norden am westlich der Strecke gelegenen Ort Dennheritz vorbei. Nach dem Unterqueren der Bundesautobahn 4 verläuft die Bahnstrecke durch das Stadtgebiet von Meerane. Seit der Auflassung des Haltepunkts Dennheritz ist der Bahnhof Meerane der einzige Unterwegshalt der Bahnstrecke. Nördlich von Meerane überquert die nun nach Nordwesten verlaufende Bahnstrecke im Tal des Meerchens die Landesgrenze zu Thüringen. In einem Gleisbogen in Richtung Norden wird in Gößnitz im Bahnhof der Stadt die Bahnstrecke Leipzig–Hof erreicht.

### Betriebsstellen
Glauchau-Schönbörnchen ⊙

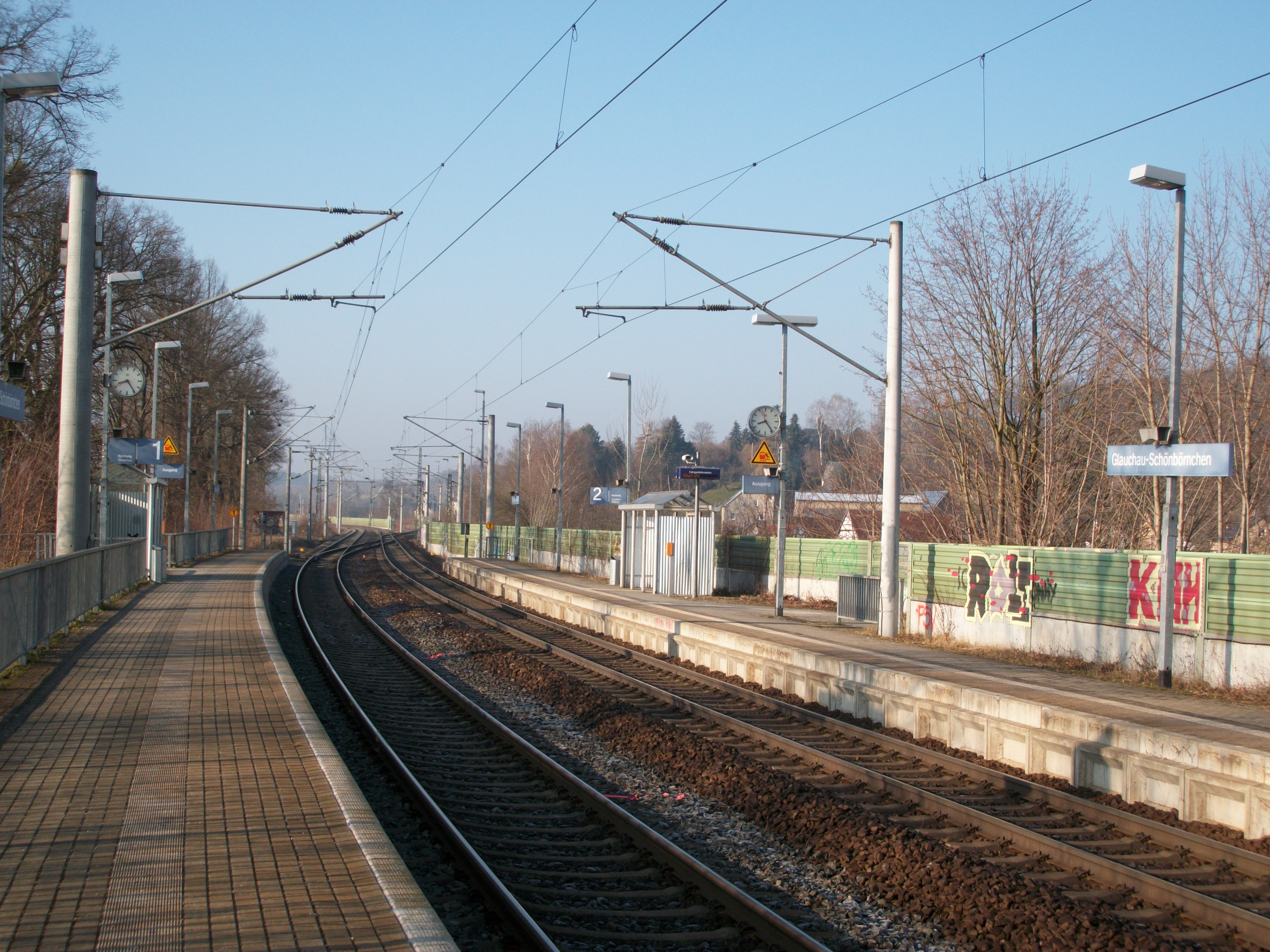
Haltepunkt Glauchau-Schönbörnchen (2016)

Der Haltepunkt Glauchau-Schönbörnchen (bis 1931: Schönbörnchen) besteht seit dem 1. November 1885. Vorher bestand hier nur eine Abzweigstelle. Spätestens mit dem Umbau auf ESTW-Technik wurde die zeitweise als Bahnhof geführte Betriebsstelle in einen Haltepunkt mit Abzweigstelle umgewandelt.
Dennheritz ⊙

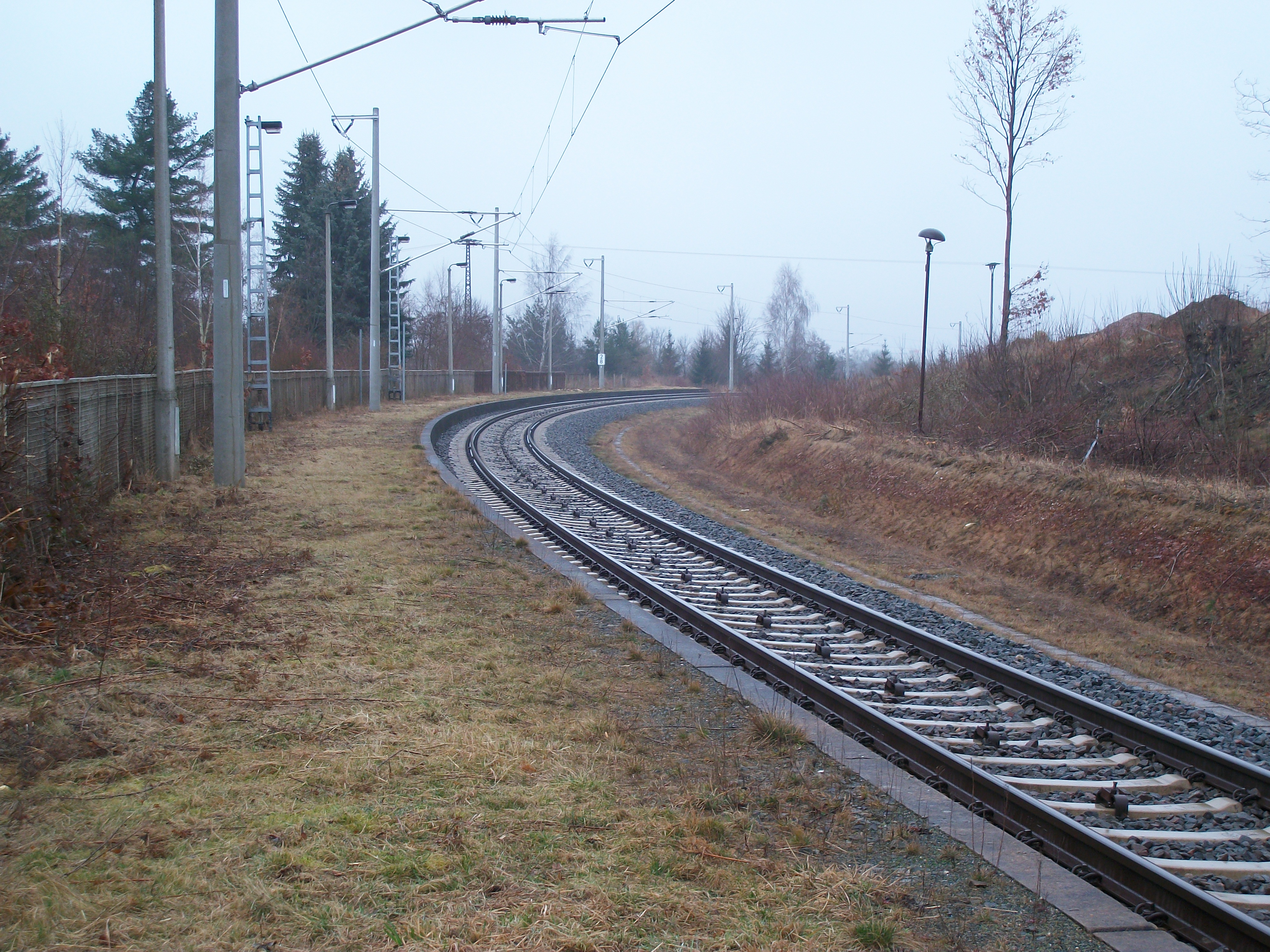
Aufgelassener Haltepunkt Dennheritz (2016)

Der Haltepunkt Dennheritz wurde am 1. Juni 1897 eingerichtet. Aufgrund zu geringer Fahrgastzahlen wurde er zum Fahrplanwechsel am 11. Dezember 2011 aufgelassen.
Meerane ⊙

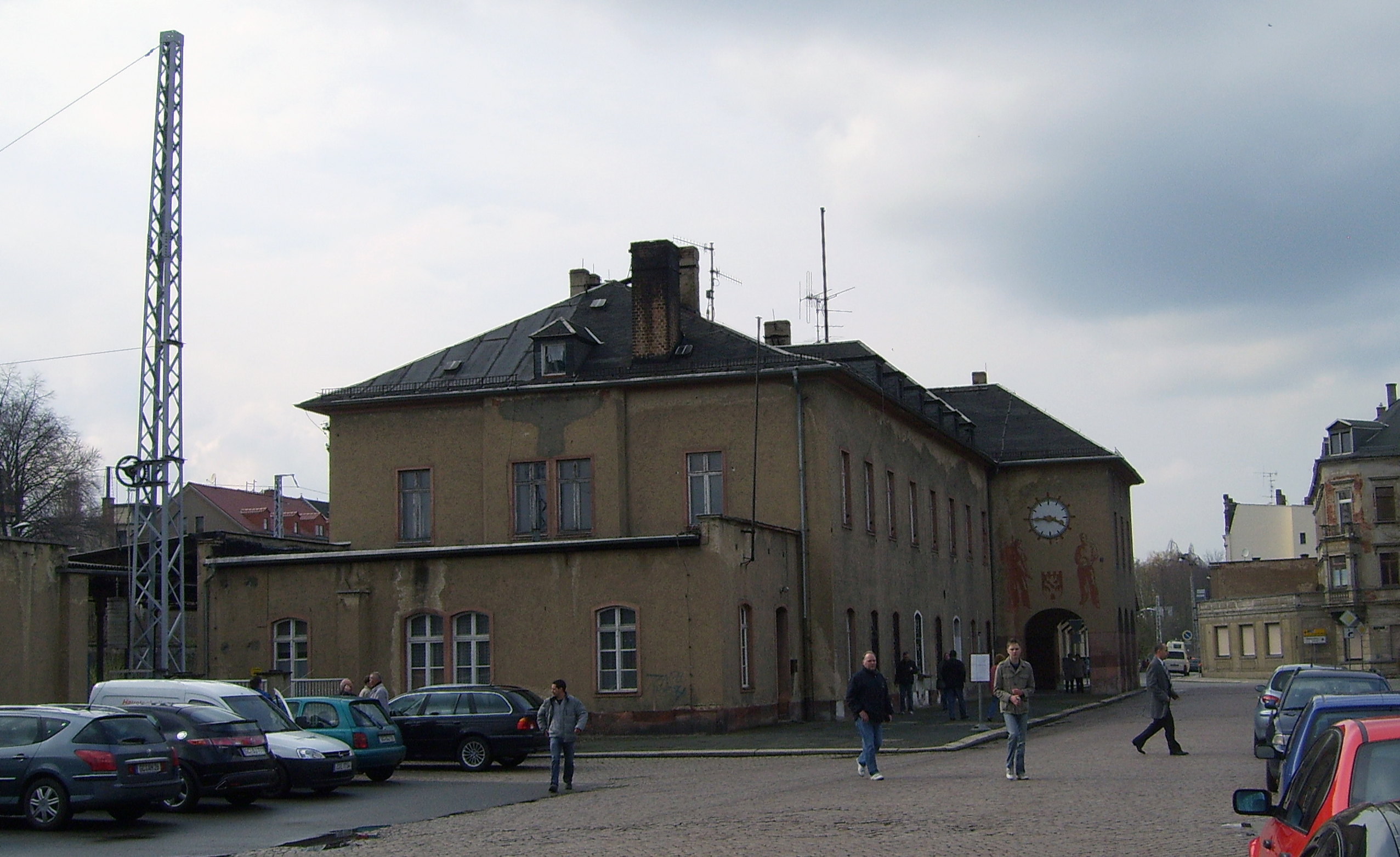
Bahnhof Meerane (2008)

Der Bahnhof Meerane ist die bedeutendste Unterwegsstation der Strecke, an der auch heute noch Zugkreuzungen stattfinden. Die ehemals umfangreichen Güterverkehrsanlagen wurden im Jahr 2000 aufgegeben und schließlich im Jahr 2010 gänzlich abgebaut. Im Zuge der Streckenerneuerung im Jahr 2011 wurde auch der Bahnhof modernisiert und eine barrierefreie Schnittstelle zum Überlandbusverkehr errichtet. Die Steuerung der Signale und Weichen erfolgt seitdem über einen örtlichen ESTW-Stellrechner von der Betriebszentrale Leipzig aus.
Das ursprüngliche, klassizistische Empfangsgebäude stammte von 1858. Es wurde in den Jahren 1940/41 grundlegend umgebaut, wobei entsprechend dem damaligen Zeitgeschmack jeglicher Fassadenschmuck entfernt wurde. Es wurde im Jahr 2011 abgerissen und durch einen einfachen Funktionsbau mit Fahrkartenautomat und Fahrradabstellplätzen ersetzt.
Gößnitz ⊙

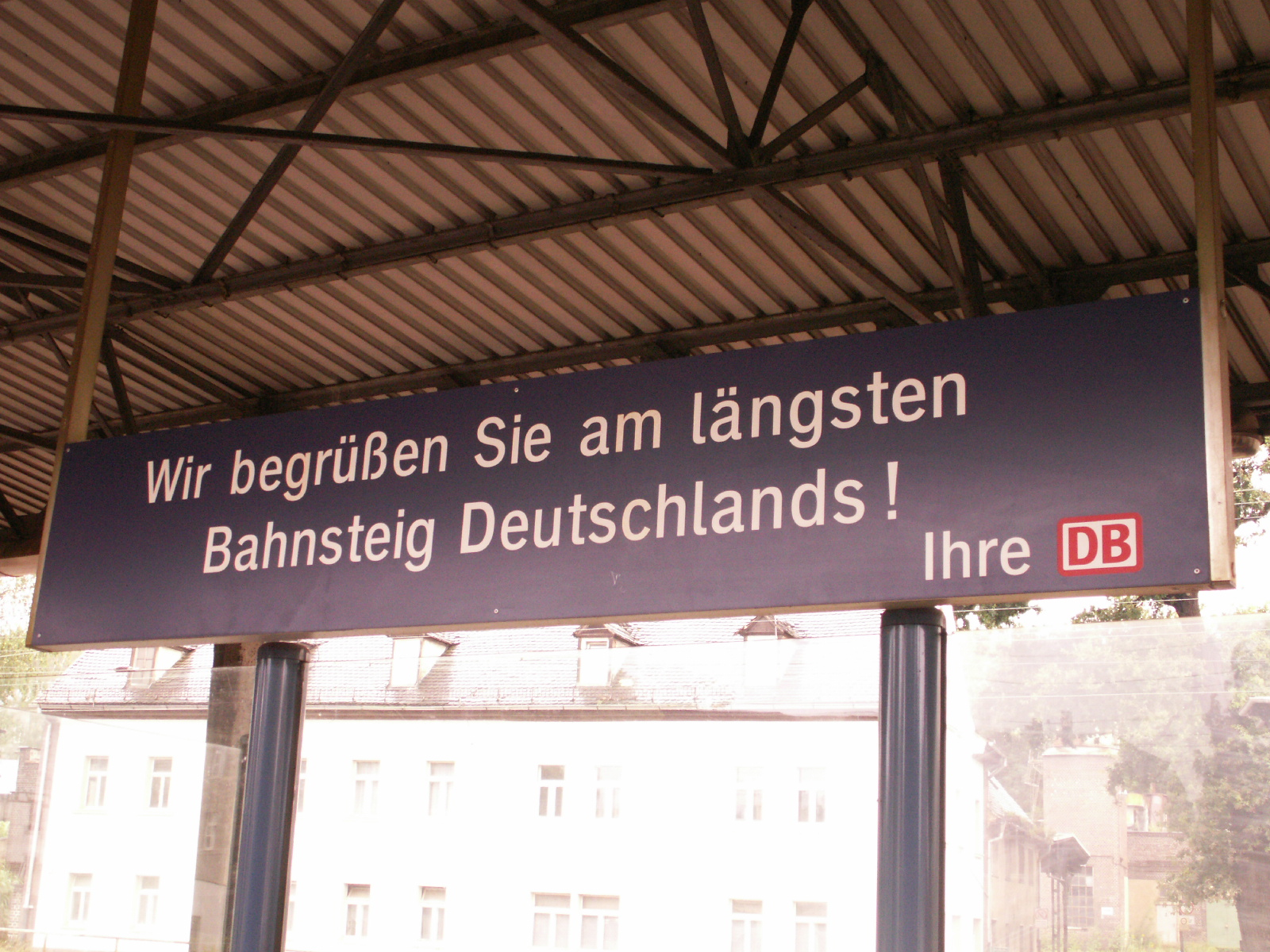
„Längster Bahnsteig Deutschlands“ im Bahnhof Gößnitz (2007)

Der Bahnhof Gößnitz ist Verknüpfungspunkt mit den Strecken Leipzig–Hof und Gößnitz–Gera. Er besteht als Teil der Bahnstrecke Leipzig–Hof seit 1844. Das neobarocke Empfangsgebäude wurde 2010 abgerissen. Betriebliche Besonderheit ist der 603,50 Meter lange Inselbahnsteig, an dem bis zu vier Züge gleichzeitig halten können. Nach Angaben der Deutschen Bahn AG handelte es sich bis zum im Jahr 2024 laufenden Komplettumbau des Bahnhofes um den längsten Bahnsteig Deutschlands.